# Anneau principal
Pour l’article homonyme, voir Anneau principal (Jupiter).

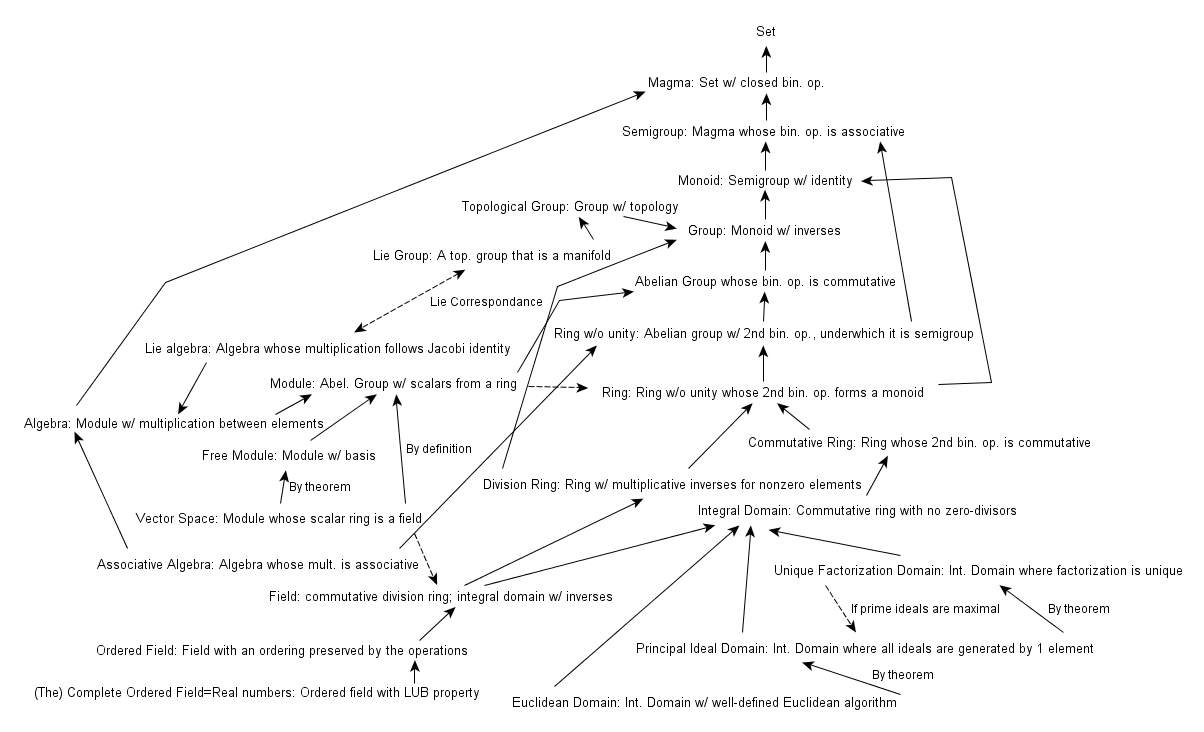
Schéma heuristique des structures algébriques.

Les anneaux principaux forment un type d'anneaux commutatifs important dans la théorie mathématique de la divisibilité (voir aussi l'article anneau principal non commutatif). Ce sont des anneaux intègres auxquels on peut étendre deux théorèmes qui, au sens strict, concernent l'anneau des entiers relatifs : le théorème de Bachet-Bézout et le théorème fondamental de l'arithmétique.

## Définitions
Un anneau A est dit commutatif lorsque, pour tous éléments a et b de A, ab = ba. Il est dit intègre lorsqu'il est commutatif, a au moins deux éléments et vérifie la condition suivante : pour tous éléments a et b de A tels que ab soit nul, un au moins des éléments a et b est nul. Cette propriété a pour conséquence que tout élément non nul de A est simplifiable, c'est-à-dire que si a est un élément non nul de A, si b et c sont deux éléments de A tels que ab = ac (resp. ba = ca), alors b est égal à c. La simplification utilisée pour les calculs sur les nombres entiers, rationnels, réels ou complexe est donc toujours valable.
Un idéal J est un sous-groupe additif de A stable par multiplication par n'importe quel élément a de A, ainsi si j est élément de J, aj l'est aussi, ou encore aJ est inclus dans J.
- Un idéal J de l'anneau A est dit principal s'il est composé des multiples d'un élément donné de l'anneau, autrement dit s'il existe un élément a de A tel que J est égal à aA.
- Un anneau est dit quasi-principal si tous ses idéaux sont principaux[1] ; il est dit principal s'il est quasi-principal et intègre[2].

## Exemples et contre exemples

### Corps commutatifs
Tout corps commutatif K est un anneau trivialement principal. En effet, ses deux seuls idéaux sont {0} (engendré par 0) et K (engendré par 1).

### Anneaux euclidiens
Un anneau euclidien est un anneau disposant d'une division euclidienne. Un tel anneau est toujours principal (cf. l'article détaillé). Des exemples de cette nature sont donnés par l'anneau ℤ des entiers relatifs ou encore l'anneau K[X] des polynômes à coefficients dans un corps K, par exemple celui des rationnels, des réels ou des complexes.
Un exemple d'anneau principal mais non euclidien est l'anneau quotient ℝ[X, Y]/(X2 + Y2 + 1).

### Certains anneaux d'entiers de corps de nombres
Un corps de nombres est un corps K de la forme ℚ[α], où α est un nombre algébrique. L'« anneau de ses entiers (algébriques) » est constitué des éléments de K dont le polynôme minimal est à coefficients dans l'anneau ℤ des entiers relatifs.
Les corps quadratiques sont les corps de nombres de la forme ℚ[√d] où d est un entier sans facteur carré. Les neuf valeurs négatives de d pour lesquelles l'anneau des entiers de ℚ[√d] est principal — dont d = –1 (entiers de Gauss) et d = –3 (entiers d'Eisenstein) pour lesquelles l'anneau est même euclidien, et d = –19, pour laquelle il ne l'est pas — sont données par le théorème de Stark-Heegner. La question de savoir s'il existe une infinité de valeurs positives de d pour lesquelles l'anneau est principal — comme pour d = 5 — est encore ouverte.
L'anneau des entiers d'un corps de nombres est un anneau de Dedekind, si bien que son localisé en un idéal premier est un anneau de Dedekind local donc principal. Les anneaux locaux et principaux sont les corps et les anneaux de valuation discrète.

### Exemple issu de l'analyse
Les anneaux principaux ne se trouvent pas uniquement en algèbre. L'exemple suivant est utilisé en analyse complexe :

Soit K une partie compacte de ℂ. L'anneau des fonctions holomorphes de K dans ℂ (c'est-à-dire qui sont holomorphes sur un voisinage ouvert de K) est principal.

En effet, tout élément de cet anneau est produit d'un inversible par un polynôme, or l'anneau ℂ[X] est principal.

### Contre-exemples
Les anneaux intègres non principaux sont nombreux.
Une première famille de contre-exemples est fournie par les anneaux de polynômes. Pour tout anneau intègre A qui n'est pas un corps, l'anneau A[X] n'est pas principal ni même de Bézout. En effet, si a est un élément non nul et non inversible de A, l'idéal engendré par X et a n'est pas principal.
Pour tout entier négatif d sans facteur carré et différent des neuf valeurs évoquées ci-dessus — par exemple pour d = –5 — l'anneau des entiers de ℚ[√d] n'est pas principal.
Tout idéal de l'anneau ℤ/6ℤ est principal, mais cet anneau n'est pas principal, faute d'intégrité.

## Propriétés

### Arithmétique
L'arithmétique élémentaire sur l'anneau des entiers relatifs se fonde sur quelques théorèmes clés. À l'exception de la division euclidienne qui n'est pas définie dans un anneau principal quelconque, ces grands théorèmes s'appliquent encore dans ce contexte. Ils permettent de généraliser les raisonnements arithmétiques à tous les anneaux principaux.
Le théorème de Bachet-Bézout est encore vérifié :

Deux éléments a et b de A non tous deux nuls possèdent toujours un PGCD d, et il existe u et v éléments de A tels que au + bv = d.
Cette propriété résulte du fait que l'idéal engendré par a et b est principal et qu'un générateur de cet idéal est diviseur commun à a et b.
Ce théorème peut se reformuler : l'équation diophantienne ax + by = c admet des solutions si et seulement si c est un multiple du PGCD de a et de b.
D'autre part, d'après la caractérisation par Kaplansky des anneaux factoriels, le théorème fondamental de l'arithmétique est vérifié :

tout anneau principal est factoriel,
c'est-à-dire que tout élément de l'anneau se décompose de manière unique (à l'ordre près des facteurs et à produit près par des inversibles) en un produit de facteurs irréductibles.
Un élément de l'anneau est dit irréductible si chacune de ses décompositions en produit de deux facteurs contient exactement un inversible. Ainsi dans ℤ, –2 est irréductible car toute décomposition en un produit de deux facteurs contient nécessairement 1 ou –1 comme facteur, et l'autre facteur (–2 ou 2) n'est pas inversible. La décomposition est essentiellement unique. Par exemple, 6 = 2 × 3 = (–3) × (–2) mais ces deux décompositions sont les mêmes, à l'ordre près et à un facteur inversible près.
Réciproquement,

tout anneau de Bézout factoriel est principal.
De la factorialité ou de la propriété de Bézout, on déduit l'existence des PGCD (équivalente à celle des PPCM), qui a pour conséquence le lemme de Gauss :

soient a, b et c trois éléments de A tels que a divise bc. Si a est premier avec b, alors a divise c.

En effet, si PGCD(a, b) = 1 et si a divise bc, alors a divise PGCD(ac, bc) = PGCD(a, b)×c = c.
Puis, du lemme de Gauss on déduit le lemme d'Euclide :

tout élément irréductible est premier
(c'est-à-dire divise l'un des deux facteurs dès qu'il divise un produit).

### Idéal
Le fait que tout anneau principal vérifie le lemme d'Euclide peut aussi se lire directement sur les idéaux car :
- dans un anneau principal, un élément a est irréductible si et seulement si aA est un idéal maximal, ce qui équivaut à : l'anneau quotient A/aA est un corps ;
- dans tout anneau intègre A, un élément non nul a est premier si et seulement si aA est un idéal premier, ce qui équivaut à : A/aA est intègre.

Réciproquement, puisque dans tout anneau intègre un élément premier est toujours irréductible :

La dimension (de Krull) d'un anneau principal est inférieure ou égale à 1 (c.-à-d. : tout idéal premier non nul est maximal).

### Propriétés noethériennes
Un anneau principal est noethérien, c'est-à-dire que ses idéaux sont de type fini. Ainsi, les anneaux quasi-principaux sont les anneaux noethériens dont tout idéal de type fini est principal, c'est-à-dire qui sont pseudo-bézoutiens. Par conséquent, de même que tout anneau de Bézout factoriel (voir supra) :

tout anneau de Bézout noethérien est principal
et d'après un théorème de Kaplansky,

un anneau noethérien dont les idéaux maximaux sont principaux est quasi-principal.
Dans le cas où cet anneau A est de plus intègre, on peut redémontrer qu'il est principal à l'aide de la section suivante, puisque tout idéal maximal de A est alors inversible, si bien que A est de Dedekind, et ses idéaux premiers sont donc principaux. Mais la preuve directe de Kaplansky permet d'alléger l'hypothèse de noethérianité :

Un anneau intègre vérifiant ACCP (toute suite croissante d'idéaux principaux est stationnaire) et dont les idéaux maximaux sont principaux est principal.

### Anneau de Dedekind
Il existe un type particulier d'anneaux noethériens important en théorie des nombres, les anneaux de Dedekind.
Un anneau de Dedekind est un anneau intègre noethérien A de dimension inférieure ou égale à 1 et intégralement clos (c.-à-d. : les seuls éléments du corps des fractions de A qui sont entiers sur A sont les éléments A). D'après les trois sous-sections ci-dessus :

Tout anneau principal est de Dedekind.
En effet, il vérifie toutes les propriétés requises, y compris celle d'être intégralement clos puisque c'est un anneau à PGCD.
Un anneau principal est donc à la fois factoriel (voir supra) et de dimension inférieure ou égale à 1. La réciproque est vraie ; plus précisément :
- Dans un anneau factoriel de dimension inférieure ou égale à 1, tout idéal premier est principal[10] ;
- Soit A un anneau commutatif dont tout idéal premier est principal, alors A est quasi-principal[11],[12],[13].

### Module sur un anneau principal
« Un module est à un anneau ce qu'un espace vectoriel est à un corps » : c'est un groupe abélien disposant d'une multiplication externe dotée des mêmes propriétés que celle d'un espace vectoriel.
Un module est dit libre s'il admet une base. Il est dit de type fini s'il admet une famille génératrice finie.
La situation n'est pas la même que celle d'un espace vectoriel. Un module n'admet pas nécessairement une base. Par exemple, un ℤ-module, c'est-à-dire un groupe abélien, ne peut être libre que s'il est sans torsion, c'est-à-dire si son seul élément d'ordre fini est l'élément neutre, ce qui exclut entre autres tous les groupes abéliens non triviaux d'exposant fini.
Dans le cas d'un anneau principal A, la configuration est proche de celle des espaces vectoriels :
- Soit M un A-module libre de rang m (fini ou infini). Tout sous-module de M est libre de rang inférieur ou égal à m[14].

Dans le cas d'un anneau euclidien, il existe un algorithme effectif permettant de déterminer une base. Il se trouve dans l'article Théorème des facteurs invariants.
Par ailleurs, puisque tout anneau principal est noethérien :
- Un module de type fini sur un anneau principal est noethérien.

## Généralisations
Les anneaux principaux disposent de tous les théorèmes qui fondent l'arithmétique sur l'ensemble des entiers relatifs. En revanche, il existe de nombreux anneaux intègres qui ne sont pas principaux.

### Géométrie algébrique
La géométrie algébrique étudie principalement les variétés algébriques, c'est-à-dire les hypersurfaces d'un espace vectoriel de dimension n sur un corps K définies comme les ensembles de racines communes de polynômes. Ainsi la sphère de ℝ3 est définie comme l'ensemble des racines du polynôme X2 + Y2 + Z2 – 1.
Les anneaux de polynômes en plus d'une indéterminée à coefficients dans un corps sont factoriels et noethériens mais pas principaux.

### Théorie algébrique des nombres
L'anneau OK des entiers algébriques d'un corps de nombres K est un anneau de Dedekind. Il est donc principal si (et seulement si) il est factoriel, ce qui n'est pas toujours le cas. Une autre approche permet néanmoins de retrouver une arithmétique analogue :
- OK est un anneau noethérien. Plus précisément, tout idéal non nul de OK est un sous-OK-module libre de rang égal au degré [K:ℚ] de l'extension.
- le fait que OK soit même un anneau de Dedekind permet d'établir une arithmétique analogue à celle des entiers relatifs. Les nombres premiers sont remplacés par les idéaux premiers et tout idéal admet une unique décomposition en idéaux premiers, résultat qui remplace le théorème fondamental de l'arithmétique.